# Roy de Witte
R.H. (Roy) de Witte (9 mei 1987) is een Nederlandse CDA-politicus en bestuurder.

## Biografie
De Witte studeerde small business en retail management aan de Saxion Hogeschool en was tot zijn wethouderschap werkzaam als KAM-manager bij de Voortman Steel Group in Rijssen.
Van 2010 tot 2014 was De Witte gemeenteraadslid en vanaf 2014 wethouder van Tubbergen. Als wethouder had hij in zijn portefeuille voornamelijk sociaal domein en leefbaarheid als onderwerpen.
Tussen juni 2019 en juli 2023 was De Witte gedeputeerde van Overijssel met in zijn portefeuille leefbaar platteland, cultuur en erfgoed, recreatie en toerisme, sociale kwaliteit (incl. sport en welzijn) en grensoverschrijdende samenwerking. Hierna kreeg het CDA geen plek in de nieuw gekozen Gedeputeerde Staten.

## Persoonlijk
De Witte is getrouwd, heeft vier kinderen en is woonachtig in Manderveen.